# Сеньков, Михаил Васильевич
Михаил Васильевич Сеньков, псевдоним «А. Р. Ч.» (бел. Міхаіл Васільевіч Сянькоў; 1982 г.р.) – белорусский художник. Известен своими работами в стиле академический «ар-брют». Тематика работ отсылает к серийным убийцам и Андрею Романовичу Чикатило в частности. Но это поверхностное считывание. При более глубоком внимании к работам автора, становится понятно, что мы имеем дело с современным искусством, отчасти стилизованным под ар-брют, но в большей степени представляющим собой арт-терапию.

## Биография
Окончил Минское государственное художественное училище имени А.К. Глебова и Белорусскую государственную академию искусств по специальности «станковая живопись».
В конце 2011 г. в Галерее современного искусства «Ў» (читается «у-краткое») в Минске состоялась первая персональная выставка художника, получившая название «Как в страшной сказке» (бел. «Як у жахлівай казцы») и полностью посвящённая серийному убийце Андрею Чикатило. Представленные работы были выполнены в стиле «грубого искусства», или ар брют. Сам художник выступает под псевдонимом А. Р. Ч., что соответствует инициалам маньяка.
В 2012-м – проект «Game over», ART VILNIUS'12, Вильнюс, Литва.
Также А.Р.Ч. принял участие в ряде коллективных выставок:
2011 – «Яна не можа сказаць НЕБА», Галерэя сучаснага мастацтва «Ў», Минск, Беларусь.
2011 – «SHE CANNOT SAY HEAVEN», ART VILNIUS'11, ЛитЭкспо, Вильнюс, Литва.
2012 – ViennaQuintet, ярмарка современного искусства ViennaFair`12.
2012 – Belarus – Young Contemporary Art, «Дом на набережной», в рамках программы VI Фестиваля коллекций современного искусства, ГЦСИ, Москва, Россия.
2012 – «Hole Mole» of «Aula» of Gallery в рамках совместного проекта Sztuka Pokolenia XXI. Polska-Bialorus, Galeria AULA, Познань, Польша.
2012 – VIENNAFAIR The New Contemporary'2012 (VIENNA Quintet), Австрия.
2013 – АРТ МОСКВА'13 – Международный рынок современного искусства. Центральный Дом Художника, Москва, Россия.
2013 – Проект «У межах уласнага «Я»: мастак-калекцыянер у Беларусі», Минск, Беларусь.
2013 – МАНИФЕСТ в присутствии зрителя (Музей Азгура), Минск.
2017 – Wystawa / Biało-czerwono-biali. Współczesna sztuka białoruska (Польша).
2017 – Bialo Czerwono Biali. CSW. Торунь, Польша.
2019 – Выставка в рамках проекта Национального центра современных искусств, Минск, Беларусь.
2019 – «ЭТО НЕ СИПОВКА», Москва, Россия.
2019 – Крупнейшая выставка-продажа современного искусства «Осенний салон с Белгазпромбанком», Минск, Беларусь.
2019 – Microbiennale of Horizontal Initiatives, Москва, Россия.
2020 – «Понаехали!», ярмарка в масштабном арт-салоне, Санкт-Петербург, Россия.
2020 – Lockdown, онлайн-выставка под руководством журнала Chrysalis Mag.
2020 – «Strach», Galeria Arsenał и Wschód Kultury, Познань, Польша.
2021 – Выставка-оммаж художнику Захару Кудину. Дворец искусств, Минск, Беларусь.
2022 – Выставка-коллекция процедурного мэйл-арта «GRAY MANDORLA MANIFEST». Студия Grey Mandorla, Познань, Польша.
2022 – Выставка «Ultracold», пространство «Вершы», Минск, Беларусь.
2022 – Выставка «ASH», пространство «Вершы», Минск, Беларусь.
Работы художника (живопись, графика, малая графика) находятся в частных коллекциях Австрии, Беларуси, Польши, России, Швеции.
Издания:
В 2012 г. издание «pARTisan» выпустило каталог «А.Р.Ч.». (Издано ИП «Логвінаў» в серии «Коллекция Партизана»)
В 2013 году издательство YAM Publishing опубликовало роман Михаила Сенькова «КОНЬ».
Работа в проектах:
В октябре 2013 г. вышел сплит альбом Чёрное солнце А.Р.Ч \ СТРУП «Лесополоса». Работа представляет собой сборник аудиоэкспериментов в жанрах нойз, индастриал, силовая электроника и эмбиент. В этом же году А.Р.Ч. и СТРУП создают эмбиент-проект «ТОИТ». На данный момент группа выпустила пять альбомов: «Путь» (3 CD), «Вавилов» (при участии Уральского поэта Александра Вавилова), «Старое», «Железные птицы» (при участии поэтессы Екатерины Самигулиной ), «Красная Индия».  Альбомы изданы на Depressive Illusions Records.
В 2014 году на телеканале «Беларусь 24» вышла передача «Арт и Шок» об А.Р.Ч.
В 2014 г. А.Р.Ч. снялся в главной роли фильме белорусского режиссёра Дмитрия Дедка «Неизвестный мужчина».
А. Р. Ч. снялся в одной из главных ролей в немецко-австрийском фильме режиссеров Эльзы Кремзер и Левина Петера White Snail. Мировая премьера фильма состоится 8 августа 2025 года в основном конкурсе 78-го кинофестиваля в Локарно, где он был номинирован на премию «Золотой леопард». В картине белорусская модель, мечтающая о карьере в Китае, сталкивается с таинственным одиночкой, работающим в ночную смену в морге. Их встреча меняет её представление о теле, красоте и смертности. Хрупкая история любви двух аутсайдеров, которые переворачивают мир друг друга с ног на голову и понимают, что они не одиноки. 

## Работы
Художник создал более 400 работ. Среди серий числятся:
«Уставшие портреты» (2008)
«Обратная сторона одиночества» (2009)
«Разрушение разрушенного» (2009)
«Автопортрет с ножницами» (2010)
«Красные сутки» (2010)
«Одиночество и новое шизофриническое тело» (2010)
«Головы» (2012)
«SOS-хоспис» (2013)
«АУТОВОСТОРГ» (2013)
«САМОАУТОПСИЯ» (2014)
«АУТО» (2015)
«Iconopis» (2016)
«UNUM (минисерия)» (2016)
«МОНОЛЕТО» (2016)
«Диалог» (2017)

## Публикации
- А. Р. Ч. — Минск: ИП «Логвінаў». — 250 экз. — ISBN 978-985-6991-69-4.[29]
- «КОНЬ», роман, Михаил Сеньков, издательство YAM Publishing, 2012 г.[30]
- «Больная лошадь» (сборник рассказов), 2009 г.
- «Ялта» (повесть), 2009 г.[31]
- «Приобретённое уродство» (роман), 2009 г.
- «Чужой» (роман), 2009 г.
- «СРУБ» (роман), 2010 г.[32]
- «Бабушкина болезнь» (роман), 2011г.
- «Игры» (роман), 2011 г.
- «cancer» (повесть), 2012 г.[33]

### Интервью
- Интервью издательству "Aesthetics of Devastation"
- Сергей Фоменко «Ар брют по-белорусски»[3]
- Художник А.Р.Ч.: «В детстве меня завораживали кладбища»[4]
- Художник Чикатило: «Я бы, наверное, стал серийным маньяком-убийцей»
- Чикатило вернулся

1. ↑  Михаил Сеньков | Facebook. www.facebook.com. Дата обращения: 12 декабря 2016.
2. ↑  Арч Ххх / Проза.ру. www.proza.ru. Дата обращения: 4 ноября 2019. Архивировано 4 ноября 2019 года.
3. ↑  Сергей Фоменко. «Ар брют по-белорусски». Журнальный зал. Дата обращения: 12 декабря 2016. Архивировано 20 декабря 2016 года.
4. ↑  Художник А.Р.Ч.: «В детстве меня завораживали кладбища». syg.ma. Дата обращения: 14 марта 2019.